# Паљијаре (Асколи Пичено)
Паљијаре (итал. Pagliare) насеље је у Италији у округу Асколи Пичено, региону Марке.
Према процени из 2011. у насељу је живело 4847 становника. Насеље се налази на надморској висини од 42 м.